# Quercus havardii
Quercus havardii — вид рослин з родини букових (Fagaceae); ендемік штатів Техас, Оклахома, Нью-Мексико, США. Видовим епітетом вшановано хірурга й ботаніка армії США Валері Гаварда (англ. Valery Havard).

## Опис
Це низький листопадний кущ до 1.5 м над землею, а потужна підземна система горизонтальних стебел простягається на 5–6 м нижче поверхні, що підтримує та стабілізує динамічну систему дюн. Кора блідо-сіра, злегка борозниста. Молоді гілочки запушені, через 2 роки стають голими, іноді червоно-коричневими. Листки від еліптичних до ланцетних, 2.5–7.5 × 1.2–2.5 см, шкірясті; основа округла до клиноподібної; верхівка загострена іноді усічена; край цілий або грубо зубчастий, часто хвилястий; верх трохи волохатий, тьмяно-зелений; низ густо зірчасто-волохатий; ніжка листка запушена, завдовжки до 7 мм. Цвіте навесні. Жолуді поодинокі або парні, однорічні, майже сидячі або на ніжці до 10(18) мм; горіх коричневий, яйцюватий, 12–25 × 14–18 мм; чашечка від глибоко чашоподібної до келихоподібної, глибиною 10–12 мм × 15–25 мм завширшки, укриває 1/3–1/2 горіха.

## Середовище проживання
Ендемік штатів Техас, Оклахома, Нью-Мексико.
Зростає на глибоких піщаних ґрунтах і рівнинах, включаючи піщані дюни; на висотах 500–1525 м.

## Використання
Цей вид також забезпечує життєво важливе середовище проживання ящірці Sceloporus arenicolus, пташці Tympanuchus pallidicinctus, які внесені до списку вразливих у Червоному списку МСОП.

## Загрози й охорона
Популяціям Q. harvardii загрожує здебільшого зміна середовища існування через сільське господарство й інфраструктуру. Проблеми включають втрату середовища проживання через дороги та трубопроводи для нафтогазових галузей. Ця загроза призвела до значних змін середовища проживання; ці впливи включають ущільнення ґрунту; зниження стійкості мікроклімату; втрата середовища проживання; зниження якості середовища проживання; поділ екосистеми зі штучними прогалинами; різкі краї середовища проживання. Також Q. harvardii отруйний для худоби навесні і конкурує з травою, тому вид часто трактують як небажану рослину. Для знищення виду використовують гербіциди.
Сучасні методи відновлення середовища існування Q. havardii недостатні. Більша частина середовища існування дуба перебуває на приватних землях, що значно ускладнює охорону.